# Bocha nos Jogos Paralímpicos de Verão de 2012
As competições de bocha nos Jogos Paralímpicos de Verão de 2012 estão sendo disputadas entre os dias 2 e 8 de setembro  no Complexo ExCel em Londres.
A bocha paralímpica é disputada por atletas cadeirantes ou que sofram de algum grau de paralisia cerebral. Homens e mulheres competem juntos. Os atletas são divididos em 4 classes diferentes:
BC1: Atletas com paralisia cerebral que podem arremessar ou chutar a bola. Podem receber auxílio para estabilizar a cadeira e receberem a bola;
BC2: Atletas com paralisia cerebral que possuem uma dificuldade menor em segurar e arremessar a bola. Não recebem assistência;
BC3: Atletas que não conseguem arremessar a bola sozinhos e necessitam do uso de uma calha para o arremesso.
BC4: Atletas com outras deficiências e que tenham dificuldade em arremessarem a bola.

## Calendário
| Agosto/setembro | 29 | 30 | 31 | 1 | 2 | 3 | 4 | 5 | 6 | 7 | 8 | 9 |
| --------------- | -- | -- | -- | - | - | - | - | - | - | - | - | - |
| Bocha           |    |    |    |   |   |   | 3 |   |   |   | 4 |   |

|  | Dia de competição |  | Dia de final |

## Medalhistas
| Evento                  | Ouro                                                                                     | Prata                                                | Bronze                                                             |
| ----------------------- | ---------------------------------------------------------------------------------------- | ---------------------------------------------------- | ------------------------------------------------------------------ |
| Individual BC1 detalhes | Pattaya Tadtong THA Tailândia                                                            | David Smith GBR Grã-Bretanha                         | Roger Aandalen NOR Noruega                                         |
| Individual BC2 detalhes | Maciel Sousa Santos BRA Brasil                                                           | Yan Zhiqiang CHN China                               | Jeong So-Yeong KOR Coreia do Sul                                   |
| Individual BC3 detalhes | Choi Ye-Jin KOR Coreia do Sul                                                            | Ho-Won Jeong KOR Coreia do Sul                       | José Macedo POR Portugal                                           |
| Individual BC4 detalhes | Dirceu Pinto BRA Brasil                                                                  | Zheng Yuansen CHN China                              | Eliseu dos Santos BRA Brasil                                       |
| Equipes BC1-2 detalhes  | Witsanu Huadpradit Mongkol Jitsa-Ngiem Pattaya Tadtong Watcharaphon Vongsa THA Tailândia | Yan Zhiqiang Yuan Weibo Zhang Qi Zhong Kai CHN China | Dan Bentley Nigel Murray Zoe Robinson David Smith GBR Grã-Bretanha |
| Pares BC3 detalhes      | Maria-Eleni Kordali Nikolaos Pananos Grigorios Polychronidis GRE Grécia                  | Armando Costa José Macedo Luís Silva POR Portugal    | Pieter Cilissen Kirsten De Laender Pieter Verlinden BEL Bélgica    |
| Pares BC4 detalhes      | Dirceu Pinto Eliseu dos Santos BRA Brasil                                                | Leoš Lacina Radek Procházka CZE República Checa      | Marco Dispaltro Josh Vander Vies CAN Canadá                        |

## Quadro de medalhas
| Ordem | País                | Medalha de ouro | Medalha de prata | Medalha de bronze |    |
| ----- | ------------------- | --------------- | ---------------- | ----------------- | -- |
| 1     | BRA Brasil          | 3               |                  | 1                 | 4  |
| 2     | THA Tailândia       | 2               |                  |                   | 2  |
| 3     | KOR Coreia do Sul   | 1               | 1                | 1                 | 3  |
| 4     | GRE Grécia          | 1               |                  |                   | 1  |
| 5     | CHN China           |                 | 3                |                   | 3  |
| 6     | GBR Grã-Bretanha    |                 | 1                | 1                 | 2  |
| 6     | POR Portugal        |                 | 1                | 1                 | 2  |
| 8     | CZE República Checa |                 | 1                |                   | 1  |
| 9     | BEL Bélgica         |                 |                  | 1                 | 1  |
| 9     | CAN Canadá          |                 |                  | 1                 | 1  |
| 9     | NOR Noruega         |                 |                  | 1                 | 1  |
| TOTAL | TOTAL               | 7               | 7                | 7                 | 21 |